# 水野涼子
水野 涼子（みずの りょうこ、1973年11月28日 - ）本名：大高 涼子（旧姓は「水野」）は、静岡放送のアナウンサー。

## 人物・経歴
静岡県沼津市出身。身長164cm。血液型はA型。静岡県立沼津東高等学校、学習院大学法学部を卒業後、1996年静岡放送に入社。既婚である。
新人時代に担当した同局木曜のラジオ番組『ラジカルモンスター』では“リョーチ”という愛称で親しまれる。
その後2009年5月時点で『SBSイブニングeye』のメインキャスターを担当。
2010年初夏頃、第一子となる女児を出産。2011年6月、育児休暇を終えてラジオのニュースで仕事復帰。同年10月には『SBSイブニングeye』の金曜日メインキャスターに復帰した。
日本酒利き酒師資格、チアーリーディング指導員資格、カラーコーディネート検定、社会科教員免許を有する。
2020年（令和2年）4月から久々にラジオ番組のレギュラーとなる『金のふくわうち』に出演。同年4月17日放送分にて、共演者の二村豊人に叱責された姿が子犬が怯えるようだったので二村に「子犬みたいですね」と言われ、いたく気に入った水野は4月17日を「子犬記念日」として、その日は犬を抱いた写真を二村に送る日になった。

## 現在の担当番組
- 静岡新聞ニュース
- ラジオフォーラムしずおかマイトーク
- LIVEしずおか（金曜日キャスター）

## 過去の担当番組

### テレビ
- 気になるニュース最終便（1998年10月 - 2001年9月）
- SBSテレビ夕刊（サブキャスター、2001年9月 - 2009年3月）
- イブアイしずおか（月 - 木曜日初代メインキャスター、2009年3月30日 -  育児休暇のため一時降板。2011年10月から金曜日メインキャスター）
- ORANGE - パーソナリティ（2019年10月4日 - 金曜担当）

### ラジオ
- ラジカルモンスター（1997年4月 - 1998年3月）
- 磯田道史の目からウロコの新事実!郷土のHERO家康（2014年7月から月1回）
- 金のふくわうち（ラジオ／2020年4月 - 2023年3月） - パーソナリティー